# Patricia Mulvihill
Pour les articles homonymes, voir Mulvihill.
Patricia « Trish » Mulvihill est une coloriste de bande dessinée américaine.

## Biographie
Elle commence à travailler comme illustratrice avant d'arriver dans l'industrie du comics à 28 ans. Son premier travail chez DC Comics fut sur la série de Wonder Woman.

## Prix et récompenses
- 2004 : Prix Eisner de la meilleure colorisation pour Batman, Wonder Woman et 100 Bullets